# Laugardalshöll
El Laugardalshöll es un recinto cubierto situado en Reikiavik, la capital de Islandia. La capacidad del estadio es de 5500 personas. Es sede de varios eventos deportivos, como el balonmano, baloncesto, voleibol y atletismo, así como para otros eventos. Además de eventos deportivos, es la sala de conciertos más grande de Islandia, con capacidad de 11 000 personas en una sala en un día. Además de eventos deportivos y musicales, sirve como sala de uso general para todo tipo de eventos.